# Empires (chanson d'Alicja Szemplińska)
Pour les articles homonymes, voir Empire (homonymie).
Chansons représentant la Pologne au Concours Eurovision de la chanson
Pali się
(2019) The Ride
(2021)
Empires est une chanson de la chanteuse polonaise Alicja Szemplińska sortie le 23 février 2020 en téléchargement numérique. La chanson aurait dû représenter la Pologne au Concours Eurovision de la chanson 2020, à Rotterdam, aux Pays-Bas.

## À l’Eurovision
Empires devait représenter la Pologne au Concours Eurovision de la chanson 2020 après avoir remporté Szansa na Sukces - Eurowizja 2020, la sélection du pays, le 23 février 2020.
La chanson aurait dû être interprétée en huitième position de l'ordre de passage de la deuxième demi-finale, le 14 mai 2020. Cependant, le 18 mars 2020, l'annulation du Concours en raison de la pandémie de Covid-19 est annoncée.